# Teresa Frassinetti
Teresa Frassinetti (Genova, 1985. december 24. –) olasz válogatott vízilabdázónő, a Rari Nantes Bogliasco centere.

## Nemzetközi eredményei
- Világbajnoki 7. hely (Montréal, 2005)
- Világliga ezüstérem (Cosenza, 2006)
- Európa-bajnoki ezüstérem (Belgrád, 2006)
- Világkupa ezüstérem (Tiencsin, 2006)
- Világbajnoki 5. hely (Melbourne, 2007)
- Európa-bajnoki 4. hely (Málaga, 2008)
- Olimpiai 6. hely (Peking, 2008)
- Világbajnoki 9. hely (Róma, 2009)
- Európa-bajnoki 4. hely (Zágráb, 2010)
- Világkupa ezüstérem (Tiencsin, 2011)
- Világbajnoki 4. hely (Sanghaj, 2011)
- Európa-bajnok (Eindhoven, 2012)
- Olimpiai 7. hely (London, 2012)
- Világliga 6. hely (Peking, 2013)
- Világbajnoki 10. hely (Barcelona, 2013)
- Világliga ezüstérem (Kunsan, 2014)
- Európa-bajnoki 4. hely (Budapest, 2014)
- Világbajnoki bronzérem (Kazany, 2015)
- Európa-bajnoki bronzérem (Belgrád, 2016)
- Világliga 5. hely (Sanghaj, 2016)
- Olimpiai 2.hely (Rio de Janeiro, 2016)